# Cleora scripta
Cleora scripta är en fjärilsart som beskrevs av James John Joicey och Talbot 1917. Cleora scripta ingår i släktet Cleora och familjen mätare. Inga underarter finns listade i Catalogue of Life.